# Gates of Heaven
Pour plus de détails, voir Fiche technique et Distribution.
Gates of Heaven est un film américain sorti en 1978. 

## Synopsis
Ce documentaire traite du business des cimetières d'animaux domestiques.

## Fiche technique
- Titre français : Gates of Heaven
- Réalisation : Errol Morris
- Pays d'origine : États-Unis
- Format : Couleurs - 35 mm - 1,85:1 - Mono
- Genre : documentaire
- Durée : 85 minutes
- Date de sortie : 1978